# RACON

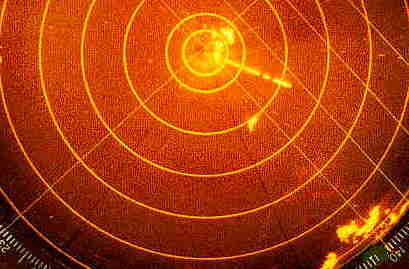
Señal de baliza de radar en la pantalla Radar. Esta baliza recibe supresión de lóbulos laterales y transmite la letra "Q" en Código Morse cerca del puerto de Boston (Naant) 17 de enero de 1985

Un Racon, acrónimo del inglés, RAdar beaCON, es  un tipo de radiobaliza, un transpondedor de radar marítimo que se utiliza para marcar peligros en la navegación marítima así como para mejorar la detección de ciertos objetos, como balizas o faros, en cualquier estado meteorológico, convirtiéndose de elevada importancia para la navegación marítima. Está definido por el Reglamento de Radiocomunicaciones como un receptor-transmisor que está asociado aun punto de referencia fijo de navegación que al recibir una señal de radar se activa y devuelve una señal distintiva, que puede ser un referencia en código morse o puede aparecer en la pantalla del radar proporcionando información de la distancia, marcación e identificación de la baliza.
El Racon envía una señal de respuesta después de recibir señales de solicitud del radar de un barco. Cada racón emite una señal de identificación, que aparece en la pantalla del radar como una línea radial continua o discontinua, o una señal transmitida en código Morse. Los racons pueden ser circulares, enviar y recibir señales a lo largo de todo el horizonte, así como sectoriales, emitir y recibir dentro de un determinado ángulo horizontal. Se instalan en la costa, en particular en faros, señales direccionales, boyas, atracaderos de radas y cabos. Su alcance depende de la potencia y la altura de la antena y alcanza entre 10 y 30 millas.

## Descripción
La palabra es un acrónimo de RAdar beaCON, es decir de una baliza de radar. Cuando el racon recibe un pulso de radar, responde emitiendo una señal en la misma frecuencia que, en la pantalla del radar, deja una imagen. Esta señal está preestablecida para tener una forma que se asemeja a la escritura de letras del Alfabeto Morse (puntos y rayas) y dirigida hacia afuera de la pantalla.
Los RACONs se pueden montar en faros, boyas, plataformas petrolíferas, etc.
Instalado en plataformas petroleras emite con frecuencia la señal “U” en código Morse (..-) que significa "Estás corriendo hacia el peligro".
Los RACONs están destinados a ser utilizados en redundancia con transmisores Sistema de identificación automática (AIS) que inicialmente estaban destinados a reemplazarlos.

## Principio de funcionamiento

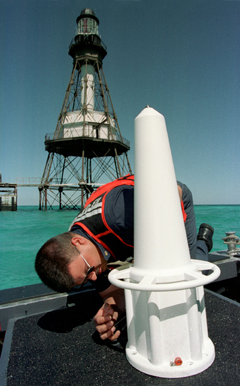
Un técnico de la Guardia Costera de los Estados Unidos prepara un racon para su instalación en Fowey Rocks Light al sureste de Miami

El racon es un receptor-transmisor que devuelve una señal cuando recibe un estímulo. Cuando el racon recibe un pulso de radar, responde con una señal en la misma frecuencia, la cual se muestra en la pantalla del radar que la envió. La señal de respuesta es un carácter en Código Morse, una codificación en puntos y rayas, que emana de la ubicación de la baliza en la pantalla del radar. La longitud de la línea en la pantalla suele corresponder a la distancia en millas náuticas.
Este tipo de balizas solo se puede utilizar para la ayuda a la navegación estando prohibido su uso para otros fines, se suelen utilizar para  indicar los siguientes objetos:
- Balizas y boyas de navegación.
- Tramos navegables bajo puentes.
- Líneas centrales y puntos de inflexión.
- Plataformas petroleras marinas y estructuras similares.

Los racons también se utiliza para referirse a:
- Peligros temporales, nuevos y poco claros (transmiten el símbolo "D" en código Morse)
- Como líneas principales de racon.

Las balizas de radar normalmente funcionan en la banda X, en las frecuencias de 9320 MHz a 9500 MHz y la mayoría también puede funcionar en la banda banda S, en frecuencias de 2920 MHz a 3100 MHz. Los racons modernos tienen un receptor de banda ancha que detecta un pulso de radar entrante, sintoniza el transmisor y responde con una señal de 25 µs en 700 nanosegundos. Los racons más antiguos funcionan en modo de barrido lento, donde el transpondedor se mueve en la banda X durante 1 o 2 minutos. Sólo responde si está sintonizado con la frecuencia de la señal de radar entrante a medida que llega, lo que en la práctica significa que sólo responde el 5% del tiempo.
Para evitar reaccionar enmascarando objetivos de radar importantes detrás de la baliza, los racons solo funcionan durante una parte del tiempo asignado. En Reino Unido se utiliza un ciclo de trabajo de aproximadamente el 30%: normalmente 20 segundos durante los cuales el racon responderá a las señales de radar, luego 40 segundos cuando no funcionará o, a veces, 9 segundos y 21 segundos (como en el casco del Sevenstones Lightship). En Estados Unidos se utiliza un ciclo de trabajo más largo del 50% para boyas alimentadas mediante batería (20 segundos encendido, 20 segundos apagado)  y 75% para faros costeros alimentados por la red de suministro.
También existen los  Ramarks que son balizas de banda ancha que transmiten continuamente en bandas de radar sin necesidad de una señal de radar. La transmisión forma una línea de caracteres Morse en la pantalla, que se extiende desde el centro de la pantalla hasta el borde. No se utilizan en los Estados Unidos.

## Propuesta del RACON mejorado
Se ha propuesto un nuevo sistema de racon que se denomina "RACON mejorado" o "e-RACON" el cual introduce una identificación única en la respuesta del Radar RACON, lo que permite mejorar el posicionamiento del RADAR. 
Esta propuesta se ha puesto actualmente a disposición de la industria marítima por la Autoridad Danesa de Seguridad Marítima a través de IALA. La  y la  para RACON están bajo revisión debido a problemas con la capacidad limitada de iniciar respuestas RACON presentadas por radar de nueva tecnología (NT).
En 2011 se realizaron pruebas prácticas del concepto dentro del proyecto EfficienSea  financiado en parte por el Programa de la Región del Mar Báltico y coordinado por la Autoridad Danesa de Seguridad Marítima.

### Principio de funcionamiento
Cuando un RACON tradicional recibe un pulso de radar, responde con una señal que, en la pantalla del radar, toma la forma de una línea corta de barras y puntos que forman un símbolo Código Morse emitido lejos de la ubicación de la baliza. Como regla general, el símbolo Morse comienza con un guion, una señal larga y continua.
Una propuesta para un e-RACON  es modular aún más este primer rasgo con una pequeña cantidad de información digital para incluir una identificación única de ese RACON en particular (por ejemplo, 30 bits de datos que identifican el RACON a través de MMSI) o, alternativamente, identificar la posición del RACÓN.
La introducción de una identificación única mejoraría el posicionamiento RADAR al poder correlacionar la respuesta del radar de un RACON con la ubicación conocida de ese RACON. Esto puede derivarse de una señal Sistema de identificación automática (AIS) correspondiente que represente el mismo objeto con el mismo identificador, o quizás en el futuro de información contenida en una publicación marítima, como una carta de navegación electrónica en el formato emergente  S-100.

## Baliza de radar
La "baliza de radar" es un dispositivo de radar que emite señales de radio pulsadas, en una longitud de onda de 3,2 o 10 cm, que son recibidas por el radar de navegación del barco y crea marcas codificadas características en la pantalla del indicador de visibilidad panorámica. Con estas marcas se identifican las balizas de radar y se determina el rumbo y la distancia hasta ellas.

### Clasificación
- Racon, responden cuando son excitados.
- Remarque, funciona de forma independiente, sin solicitar señales del radar del barco. Es imposible juzgar la distancia por sus señales, ya que la señal en la pantalla del indicador se extiende desde el centro hasta el borde de la pantalla.